# Vera Güntert
Vera Güntert (20 november 1997) is een Zwitsers langebaanschaatsster.
In 2015 werd Güntert nationaal kampioene allround van Zwitserland.
In 2019 behaalde ze een zilveren medaille op de massastart op de wereldbeker schaatsen junioren 2019/2020. 

## Persoonlijke records[2]
| Afstand    | Tijd    | Datum            | Baan           |
| ---------- | ------- | ---------------- | -------------- |
| 500 meter  | 39,84   | 4 december 2021  | Salt Lake City |
| 1000 meter | 1.17,68 | 4 december 2021  | Salt Lake City |
| 1500 meter | 2.03,09 | 27 oktober 2024  | Inzell         |
| 3000 meter | 4.42,76 | 13 december 2015 | Inzell         |
| 5000 meter | 8.52,90 | 21 december 2014 | Innsbruck      |

(laatst bijgewerkt: 27 oktober 2024)

## Resultaten langebaanschaatsen
| Jaar | WK Afstanden   | WK Junioren         |
| ---- | -------------- | ------------------- |
| 2016 |                | 38e 1000m 37e 1500m |
|      |                |                     |
| 2021 | 11e massastart |                     |